# 結束
| ウィキペディアには「結束」という見出しの百科事典記事はありません（タイトルに「結束」を含むページの一覧/「結束」で始まるページの一覧）。 代わりにウィクショナリーのページ「結束」が役に立つかもしれません。 |